# Nitraatfilm

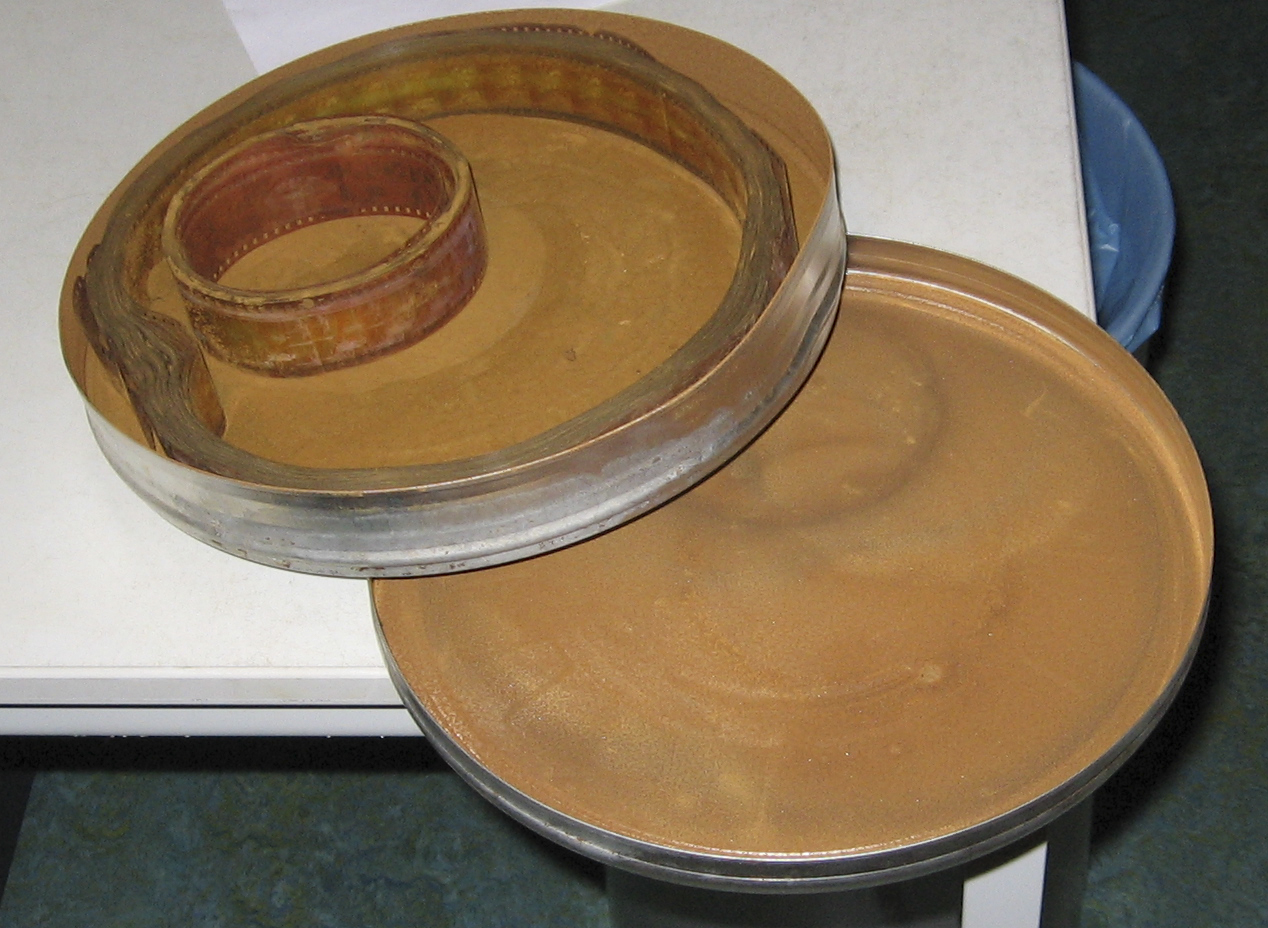
Filmblik met bedorven oude nitraatfilm. EYE Filminstituut Nederland.

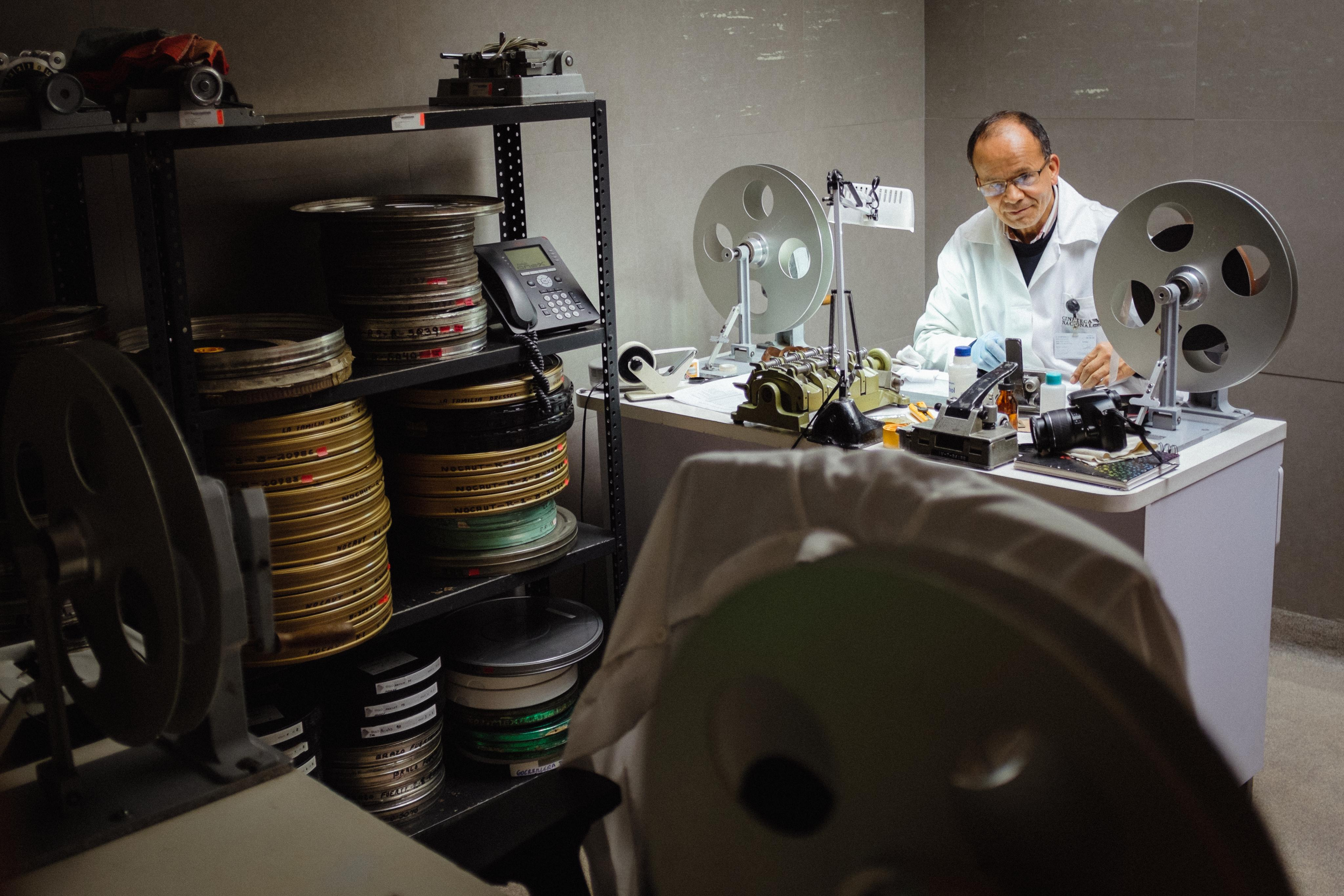
Restauratie van een nitraatfilm

Bij een nitraatfilm is cellulosenitraat het dragermateriaal voor een lichtgevoelige film zoals dat vroeger werd gebruikt. Het dragermateriaal is zeer brandbaar en aan bederf onderhevig, en wordt daarom in goed gesloten filmblikken bewaard. Deze blikken worden dan ook apart bewaard en de films worden zeer voorzichtig behandeld. Films die met dit materiaal zijn opgenomen en historisch van belang zijn worden veelal gerestaureerd en gedigitaliseerd heropgenomen. 
Veel films bevinden zich in de collecties van filmmusea zoals Eye Filmmuseum, het Nederlands Instituut voor Beeld en Geluid en bij verzamelaars of bij andere particulieren in oude, onbekende opslag. In België bewaart CINEMATEK, het Koninklijk Belgisch Filmarchief deze films.
De ongeveer 28.000 filmblikken van Eye en een onbekend aantal filmblikken van het Nederlands Instituut voor Beeld en Geluid worden vanwege het brandgevaar bewaard in nitraatbunkers die onder beheer staan van Eye Filmmuseum en het Nederlands Instituut voor Beeld en Geluid.